# Phare de Capel Rosso
Le phare de Capel Rosso (en italien : Faro di Capel Rosso) est un phare actif situé sur l'île de Giglio (province de Grosseto), dans la région de Toscane en Italie. Il est géré par la Marina Militare et le Parc national de l'archipel toscan.

## Histoire
Le phare, mis en service en 1883 par la Regia Marina, se situe sur la partie sud de l'île de Giglio. Il est entièrement automatisé et alimenté par le réseau électrique.

## Description
Le phare est une tour octogonale en maçonnerie de 20 m de haut, avec galerie et lanterne, surmontant une maison de gardien de deux étages. La tour est peinte en blanc avec des bandes rouges horizontales, et le dôme de la lanterne est gris métallique. Il émet, à une hauteur focale de 90 m, quatre brefs éclats blancs de 0,2 seconde sur une période de 30 secondes. Sa portée est de 23 milles nautiques (environ 43 km) pour le feu principal et 12 milles nautiques (environ 33 km) pour le feu de veille.
Identifiant : ARLHS : ITA-126 ; EF-2168 - Amirauté : E1492 - NGA : 9104 .

## Caractéristiques dufeu maritime
Fréquence : 30 secondes (W-W-W-W)
- Lumière : 0,2 seconde
- Obscurité : 3,6 secondes
- Lumière : 0,2 seconde
- Obscurité : 18,4 secondes

|                 |
| Archipel Toscan |

|          |
| Le phare |

### Lien connexe
- Liste des phares de l'Italie